# Bico (budismo)

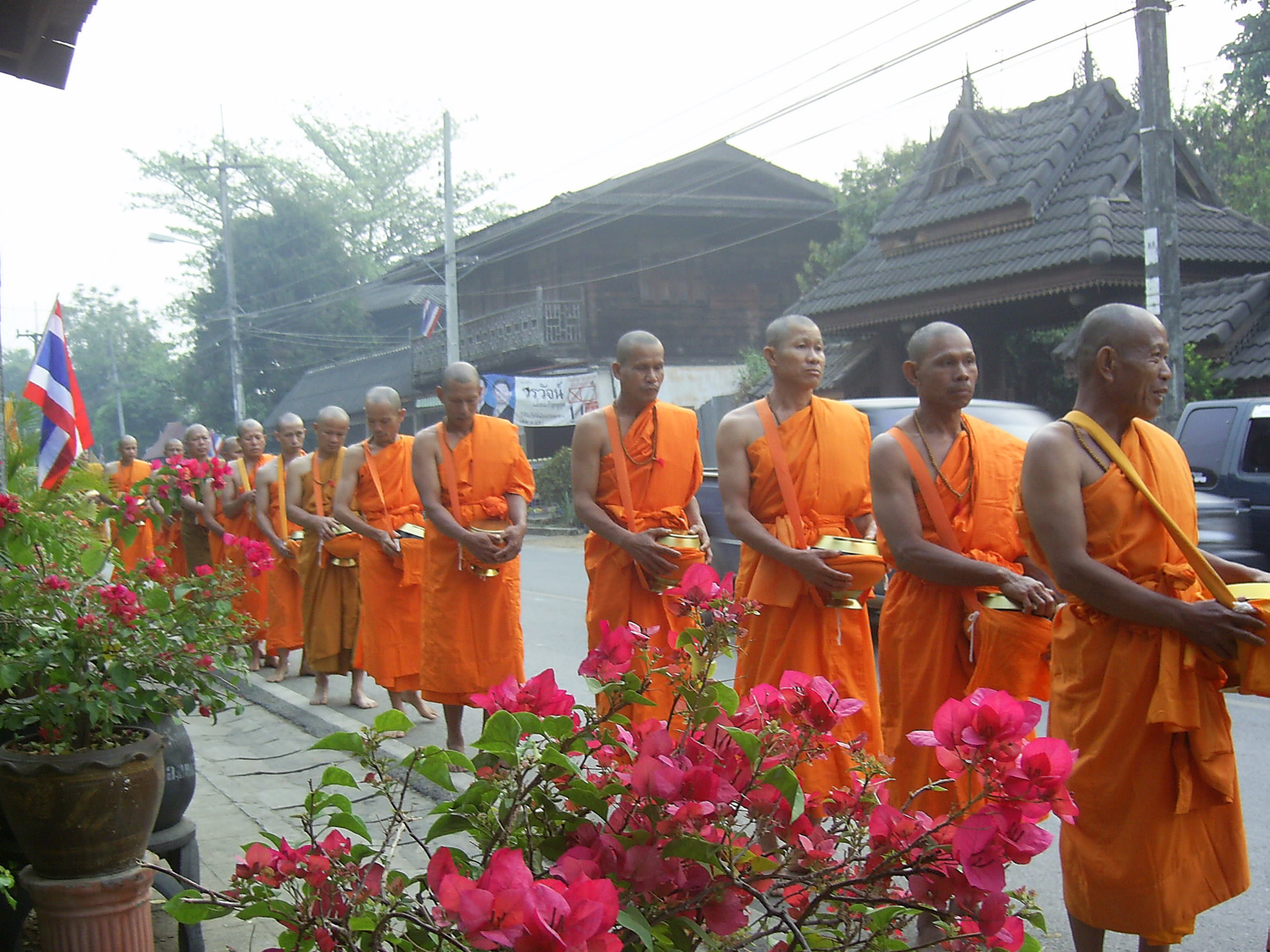
Monges budistas tailandeses

Bico  (bhikkhu em páli; bhikṣu em sânscrito; bǐqīu, 比丘 em chinês) são, no budismo, os monges do sexo masculino. As monjas recebem o nome de bicunim no português de Goa (bhikkhunī em páli). Bicos e bicunins obedecem a uma série de preceitos monásticos, cujas regras básicas são chamadas de patimokkha. Seu estilo de vida é moldado de forma a permitir as práticas espirituais, que são essencialmente a simplicidade e a vida meditativa, até atingir o nirvana.
O monaquismo foi introduzido no budismo no início da sua história, mas aplicou-se, num primeiro tempo, apenas aos homens. Gautama Buddha aceitou que as mulheres pudessem ser monjas, designadas como bicunim. A ordenação normalmente não é imediata: quem quiser tomar votos, tem de ser, primeiro, noviço, dito samaṇera. A partir dos 20 anos, é possível se fazer os votos de bico.
Tal designação é mais comum dentro da tradição teravada. Há monges em outras tradições budistas, como no budismo japonês, que têm a possibilidade de casar-se e assumir atividades profissionais.

## Etimologia
Bhikkhu é um termo páli que, originalmente, significava "mendicante". Sidarta Gautama usava o termo para se referir aos monges e a qualquer pessoa que dele se aproximava para ouvi-lo. A partir de então, o termo adquiriu o significado de "monge".

## Preceitos

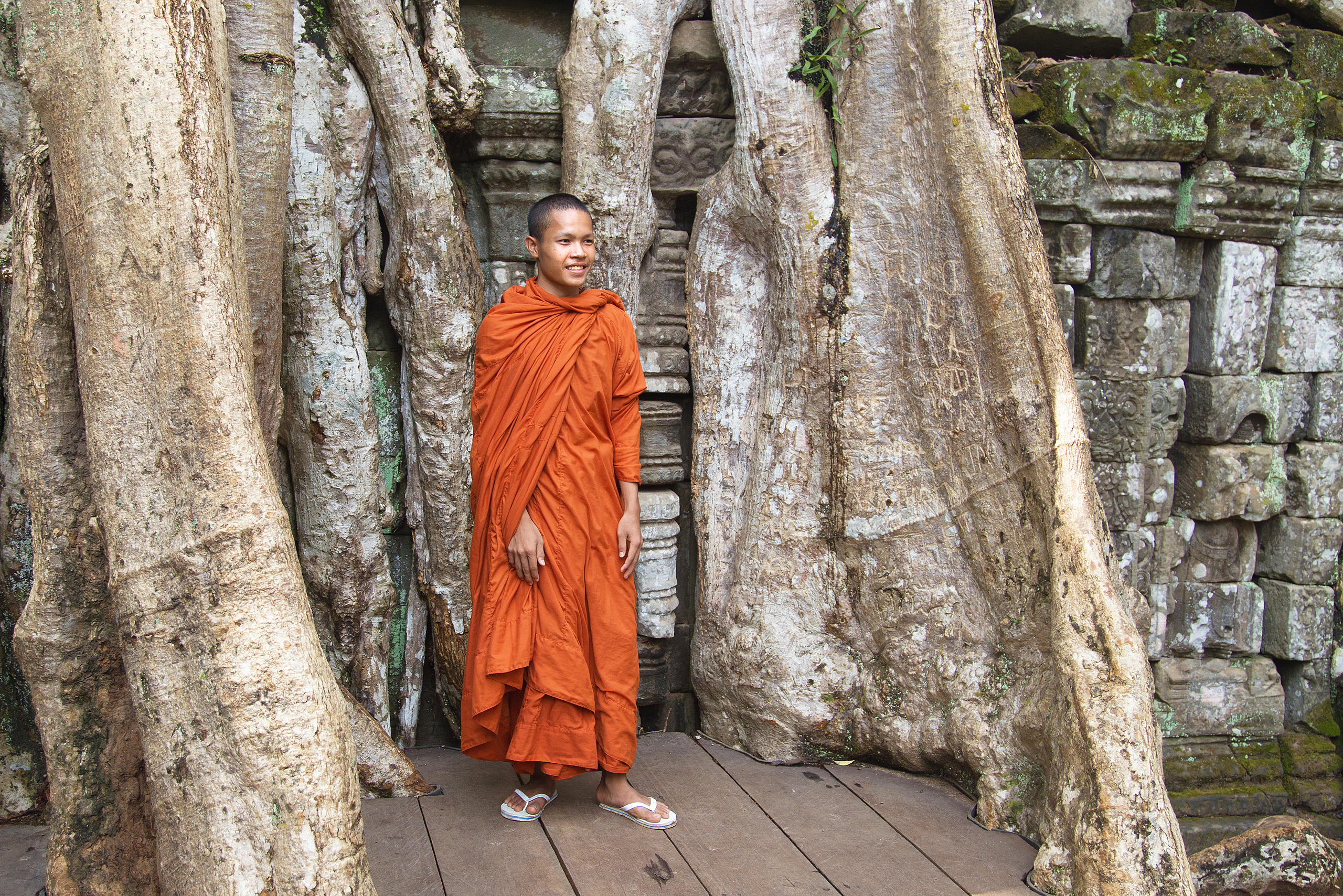
Bhikkhu no Camboja

Existem cinco regras ou preceitos comuns nas várias escolas budistas, que compreendem a base da moralidade da religião e que portanto os monges budistas devem observar:
1. não matar (nem pessoalmente nem ordenando outros para assim o fazer)
2. não roubar (não tomar o que não lhe pertence sem o consentimento do dono)
3. não mentir
4. não ter má conduta sexual (kamesu micchacara veramani): abster-se da má-conduta em relação aos prazeres sensuais. Este preceito inclui também a indulgência e abuso de qualquer tipo de prazer sensual, incluindo o vício por comida, assistir muita televisão, álcool etc. "Má-conduta sexual inclui estupro, manipular alguém de forma a manter relações sexuais contra a vontade, manter relações sexuais com menores, animais, esposo (a) de outro (a) ou alguém sob proteção dos pais ou tutores; isto inclui também quebrar a confiança num relacionamento. O relacionamento sexual com o esposo (a) ou parceiro (a) não é considerado má-conduta".
5. não usar drogas ou álcool, entorpecentes, que causam negligência da mente.

A partir daí existe variação de regras entre as diferentes tradições e locais onde é estabelecido o monasticismo.